# Peluda de Kessler
La peluda de Kessler, palaia rara o serrandell (Arnoglossus kessleri) és un peix teleosti de la família dels bòtids i de l'ordre dels pleuronectiformes present a les costes del Mediterrani i de la mar Negra.
Pot arribar als 10 cm de llargària total.